# É-meslam
 (août 2019).
Si vous disposez d'ouvrages ou d'articles de référence ou si vous connaissez des sites web de qualité traitant du thème abordé ici, merci de compléter l'article en donnant les références utiles à sa vérifiabilité et en les liant à la section « Notes et références ».
É-meslam (en sumérien : « Maison - guerrier des Enfers ») est le nom d'un temple que l'on trouve dans les cités qui célèbrent le culte de Nergal, divinité des Enfers chez les sumériens.
On trouve des temples de ce nom à Kutha et à Tarbisu.